# فروغ رفیعی
فروغ رفیعی (متولد سال ۱۳۳۴) پرستار ایرانی است که مدرک کارشناسی پرستاری خود را در سال ۱۳۵۵، مدرک کارشناسی ارشد در گرایش آموزش پرستاری داخلی و جراحی را در سال ۱۳۷۳ و مدرک دکترای پرستاری خود را در سال ۱۳۸۳ دریافت کرده و همه مقاطع تحصیلی خود را در دانشگاه علوم پزشکی ایران طی نمود، وی ریاست دانشکده پرستاری و مامایی ایران را بر عهده داشته است.

## مسئولیت‌ها
از مسئولیت‌های اجرایی وی می‌توان به عضویت در بورد پرستاری و شورای سیاست‌گذاری پرستاری، معاونت پژوهشی مرکز تحقیقات مراقبت‌های پرستاری، و معاونت پژوهشی دانشکده پرستاری و مامایی ایران اشاره کرد. رفیعی از مؤسسین و همچنین عضو شورای پژوهشی مرکز تحقیقات مراقبت‌های پرستاری دانشگاه علوم پزشکی ایران، مدیرمسئول نشریه Journal of Client-centered Nursing Care، سردبیر نشریه پرستاری ایران و عضو هیئت تحریریه چندین نشریه داخلی و خارجی است.